# Ernest Zongo
Ernest Zongo, né le 1er janvier 1964 à Ouahigouya et mort le 9 juillet 2024 à Ouagadougou, est un coureur cycliste burkinabé. Il a remporté le Tour du Faso à deux reprises, en 1995 et 1997.

## Palmarès
- 1988
  - 4e et 6e étapes du Tour du Faso
- 1990
  - 2e et 11e étapes du Tour du Faso
- 1991
  - 3eb et 8e étapes du Tour du Faso
- 1993
  - 5eb étape du Tour du Faso
  - 2e du Tour du Faso
- 1995
  - Tour du Faso :
    - Classement général
    - 1re et 5e étapes
- 1997
  - Tour du Faso :
    - Classement général
    - 3e étape